# Bohinj Eco Hotel
Bohinj Eco Hotel je hotel s štirimi zvezdicami v Bohinjski Bistrici. Leta 2009 ga je kot Bohinj Park Hotel zgradil MPM Engineering.

## Lastništvo
Leta 2012 je imel MPM v lasti Boštjana Čokla zablokirane račune. Leta 2016 je ciprsko podjetje Cerita limited kupilo 6,6 milijonov evrov vredno terjatev DUTB do podjetja MPM. Manjši del terjatev je odkupila družba SHD, ki ga vodi Anže Čokl, Boštjanov sin. Anže Čokl vodi hotel, Boštjan Čokl pa je prokurist. Pod črto je domneval, da je lastnik Cerite ruski poslovnež Andrej Votinov oziroma njegov sin Valerij Votinov ter da gre pri tem za pranje denarja.